# 王宝兴
王宝兴（？—？），太原郡晋阳县（今山西省太原市）人，北魏使持节、宁南将军、武牢镇都副将、长社穆侯王慧龙独子，北魏官员。

## 生平
王宝兴早年丧父，侍奉母亲极其孝顺，尚书卢遐的夫人是崔浩的女儿，王寶興的母親是崔浩弟弟崔恬的女兒，王宝兴的母亲及卢遐的夫人都怀孕时，崔浩对他们说：“你们将来生下的孩子，都是我的外孙，可以指腹为亲。”等到王宝兴和卢遐的女儿结婚时，崔浩主持婚礼，亲自监视，他对客人们说：“这家礼的事务，应当尽善尽美。”崔浩被诛杀时，卢遐的继室夫人是王宝兴的姨母，因为连坐被没入官府。王宝兴也出逃避难，不久得到赦免。卢遐的夫人当时被官府赐给度斤镇的高车人滑骨。王宝兴卖光财物和家产，亲自出塞将卢遐的夫人赎了回来。州中征辟王宝兴担任治中从事、别驾，举荐王宝兴为秀才，王宝兴都不接受，他闭门不接触人间世，仅仅承袭父亲的爵位长社侯，担任龙骧将军。王宝兴去世后，儿子王琼承袭了爵位。

## 家族

### 父母
- 王慧龙，北魏使持节、宁南将军、武牢镇都副将、长社穆侯
- 清河崔氏，北魏平南将军、豫州刺史、阳武侯崔恬之女

### 姐妹
- 王氏，嫁北魏龙骧将军、荥阳郡太守、姑臧穆侯李承[3]

### 夫人
- 范阳卢氏，北魏尚书、光禄大夫、范阳子卢遐之女

### 儿子
- 王琼，北魏镇东将军、金紫光禄大夫、中书令、长社伯